# Reinholds Beķeris
Reinholds Beķeris (* 25. Junijul. / 8. Juli 1910greg. in Ļaudona; † 1976 in Port Washington) war ein lettischer Jockey, Pferdezüchter und Fußballspieler.

## Karriere und Leben
Reinholds Beķeris wurde im Jahr 1910 in Ļaudona in die Familie des Kaufmanns Teodors Beķeris und dessen Frau Emīlija (geb. Lamster) geboren. Er besuchte die Grundschule in Mētriena und von 1923 bis 1928 die weiterführende Schule. Im Jahr 1929 begann Beķeris ein Studium an der Fakultät für Landwirtschaft der Universität Lettland in Riga. Später wechselte Beķeris sein Studienfach zur Fakultät für Veterinärmedizin und setzte seine Ausbildung bis 1941 fort. Sein Studium schloss Beķeris jedoch vermutlich kriegsbedingt nicht ab. Von 1932 bis 1933 leistete er seinen Wehrdienst im Latgale-Artillerieregiment. 1939 heiratete er Austru Kalēju. Später wanderte Beķeris in die Vereinigten Staaten aus.

### Pferdesport
Beķeris war einer der bekanntesten Jockey und Pferdezüchter aus Lettland in der Zwischenkriegszeit. Im Jahr 1932 begann er für seinen Onkel mütterlicherseits, Reinhold Lamster zu arbeiten, der damals die größte Rennpferdezuchtfarm im Baltikum besaß. Auch nachdem Beķeris in die USA ausgewandert war, ritt und trainierte er selbst Traber auf Rennbahnen in den Bundesstaaten New York und Maryland. Während seiner Rennkarriere in Lettland und den USA konnte Beķeris mehr als 1.000 Siege erringen. Ein Jahr lang war er Direktor des Hippodroms in Riga.

### Fußball
Beķeris spielte im Fußball als Abwehrspieler. Er spielte 1930 eine Saison für den LSB Riga in der Virslīga, der höchsten lettischen Spielklasse. Ab 1931 war Beķeris für die Mannschaft der Universität Lettlands aktiv. 1934 stieg er mit der Universitätsmannschaft als Meister der A-Klasse in die Virsliga auf. Nach 1939 widmete sich Beķeris dann jedoch ganz dem Pferdesport.

## Weblink
- Lebenslauf bei kazhe.lv (lettisch)

| Personendaten    | Personendaten                                                          |
| ---------------- | ---------------------------------------------------------------------- |
| NAME             | Beķeris, Reinholds                                                     |
| ALTERNATIVNAMEN  | Bekeris, Reinholds                                                     |
| KURZBESCHREIBUNG | lettischer Fußballspieler                                              |
| GEBURTSDATUM     | 8. Juli 1910                                                           |
| GEBURTSORT       | Ļaudona, Gouvernement Livland                                          |
| STERBEDATUM      | 1976                                                                   |
| STERBEORT        | Port Washington (New York), New York (Bundesstaat), Vereinigte Staaten |